# Сіуакоатль

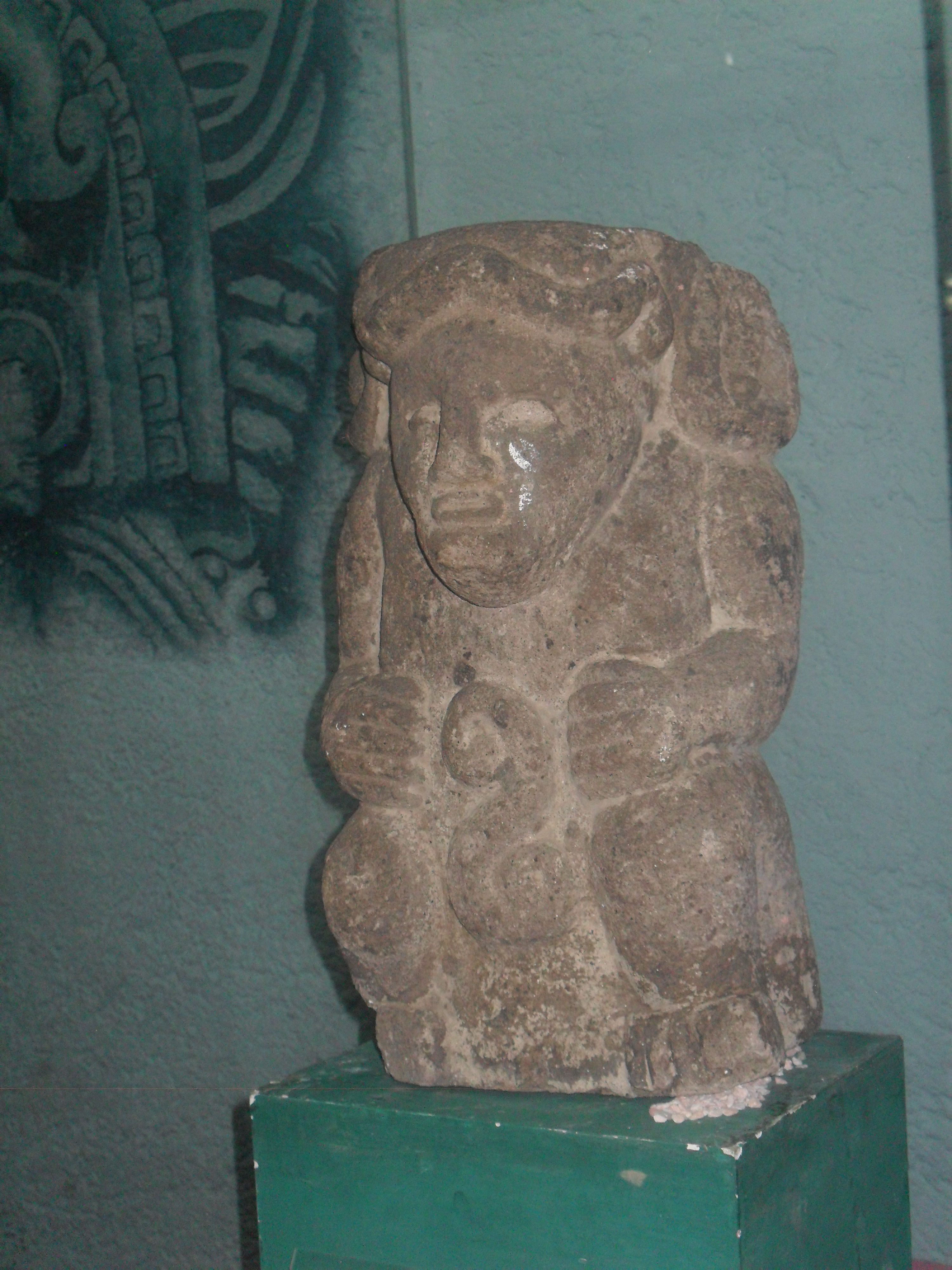

Сіуакоатль (Cihuacoatl) — божество землі, представниця пантеону ацтекських богів, покровителька народження, пологів, породіль, лікарів та померлих жінок під час пологів. Водночас вважалася покровителькою народу чальмека й міста Кулуакан. З мови науатль перекладається як «жінка-змія». Має інше ім'я Кілацтлі — «Та, що змушує проростати». Вона же Тонанцін («Наша мати»), Яочіуатль («Коханка вояків»), Уїцильнікуатек («Повелителька колібрі»). Її іменем названа друга за значимістю посада в Ацтекській імперії.

## Опис
Зображується старою жінкою з черепом замість голови. Проте інколи представлена у вигляді молодички. Також її обличчя представляється розмальованим навпіл — чорною і червоною фарбами. На голові носить корону з орлиного пір'я, одягає червону блузку та білу спідницю з равликами. У правій руці тримає інструмент для плетіння, у лівій — щит, який захищає її корону.

## У міфах
Спочатку була божеством північних племен Мексиканської долини. Згодом увійшла до пантеону ацтеків.
Вона є матір'ю Мішкоатля, якого залишила на роздоріжжі. Міфи ацтеків розповідають, що вона часто повертається туди, аби знайти свого сина. Водночас дарує перемогу вояку на полі битви.
Відповідно до міфів ацтеків Сіуакоатль брала участь у створенні людей: вона змолола кістки людей попередніх століть, які Кетцалькоатль добув у країні Мікстлан, поклала їх до посуду, після чого останній (за іншим варіантом міфу — усі боги), окропивши їх своєю кров'ю, зробив нових людей.

## Цікаві факти
Ім'ям богині названа гора на Венері.